# Anthony (Kansas)
Anthony é uma cidade localizada no estado americano de Kansas, no Condado de Harper.

## Demografia
Segundo o censo americano de 2000, a sua população era de 2440 habitantes. 
Em 2006, foi estimada uma população de 2249, um decréscimo de 191 (-7.8%).

## Geografia
De acordo com o United States Census Bureau tem uma área de 
4,0 km², dos quais 4,0 km² cobertos por terra e 0,0 km² cobertos por água. Anthony localiza-se a aproximadamente 412 m acima do nível do mar.

## Localidades na vizinhança
O diagrama seguinte representa as localidades num raio de 20 km ao redor de Anthony. 